# A Mind Forever Voyaging
A Mind Forever Voyaging (lit. Una mente siempre en viaje) es un juego de ficción interactiva de 1985 diseñado e implementado por Steve Meretzky y publicado por Infocom, siendo el videojuego número 17 de esta compañía. El nombre es extraído del tercer libro de El preludio de William Wordsworth.
A Mind Forever Voyaging no fue una aventura convencional de Infocom, ya que solo tenía un puzle cerca del final del juego. A diferencia de la mayoría de los videojuegos de Infocom, particularmente aquellos escritos por Steve Meretzky, el juego tenía un tono serio y un trasfondo político. Estos rasgos serían usados en Trinity, un videojuego que saldría al año siguiente. El juego es uno de los más famosos de Infocom a pesar de su éxito comercial. También fue el primero de la línea Interactive Fiction Plus, haciendo que el videojuego necesitara más cantidad de memoria que otros juegos de Infocom que usaban una versión de ZIL inferior. El juego fue expresamente planeado como una crítica a las medidas políticas de Ronald Reagan.

## Trama

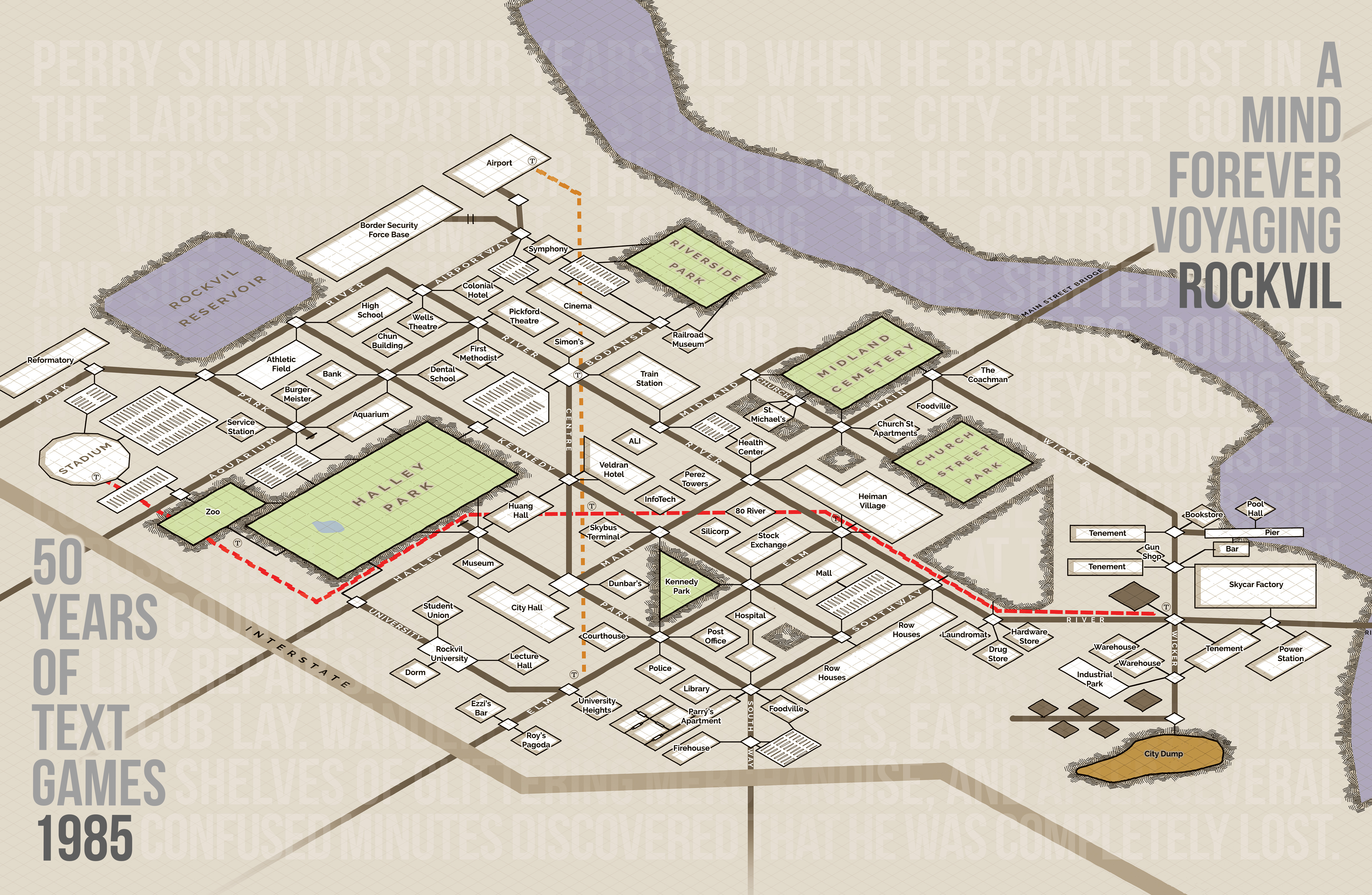
Mundo del juego

El jugador controla PRISM, el primer ordenador consciente del mundo, en el año 2031. La economía de los Estados Unidos de Norteamérica (USNA), un estado ficticio formado por los EE. UU. y Canadá, está en declive. Gran cantidad de jóvenes van a Joybooths (dispositivos que estimulan directamente la entrada sensorial del cerebro) y se suicidan por sobreestimulación. Una nueva carrera armamentística con armas nucleares del tamaño de un paquete de cigarrillos amenaza a convertir USNA en un estado policial. Desconociendo que es un ordenador sofisticado, PRISM ha estado viviendo 11 años (en tiempo real, en la simulación ha vivido 20) como un humano normal llamado Perry Simm. El Dr. Abraham Perelman, el padre de PRISM, le informa de su verdadera naturaleza y poco a poco lo lleva de la simulación a la realidad. Perelman le explica que ha despertado a PRISM para que una misión vital pueda realizarse: ejecutar una simulación de un plan de revitalización llamado Plan para el renovado objetivo nacional (Plan for Renewed National Purpose), patrocinado por el senador Richard Ryder. Este plan propone solucionar los problemas de la nación mediante la desregularización del gobierno y la industria, la reclutación militar, un acercamiento unilateral a las relaciones diplomáticas, proteccionismo económico y una vuelta a los valores tradicionales. Mientras que está en la soimulación, Perry es capaz de grabar sus experiencias en memoria que será analizada para evaluar el éxito del plan. Si Perry muere en la simulación no es catastrófico, esta puede ser simplemente reiniciada y volver a empezar.

## Feelies
A pesar de que A Mind Forever Voyaging fue un videojuego atípico de Infocom, también contenía el contenido extra conocido como feelies. El paquete incluía:
- Una copia impresa del Dakota Online Magazine de abril de 2031, presentando un artículo sobre Perry Simm/PRISM.
- Un anuncio presentado por los Fabricantes de Joybooths de Norteamérica (Joybooth Manufacturers of North America) argumentando que «las Joybooths no son el problema».
- Un decodificador. Era una ruedad de papel que daba los códigos necesarios para acceder al juego.
- Un mapa de Rockvil, la «Joya del Área de los Cuatro Estados» (el área está formada por Dakota del Norte, Dakota del Sur, Montana y Wyoming).
- Un bolígrafo de la mutua de seguros QUAD, cuyo eslogan es: «desde las granjas marítimas a los laboratorios espaciales, estás cubierto con QUAD» (From seafarms to spacelabs, you're covered by QUAD).